# Richard Lovelace
Richard Lovelace (1618-1657) fou un poeta dels anomenats cavallers, per oposició als metafísics del mateix període que se centraven en temes religiosos o existencials. Da família noble, serví el rei com a soldat i cortesà i estudià a la Charterhouse School i a la Universitat d'Oxford, on començà a escriure. Les seves obres més famoses són Althea i Lucasta, poemes amorosos on es barregen les referències històriques amb una adoració provinent de l'amor cortès. La seva musa principal fou Lucy Sacheverell.